# Handhjärta

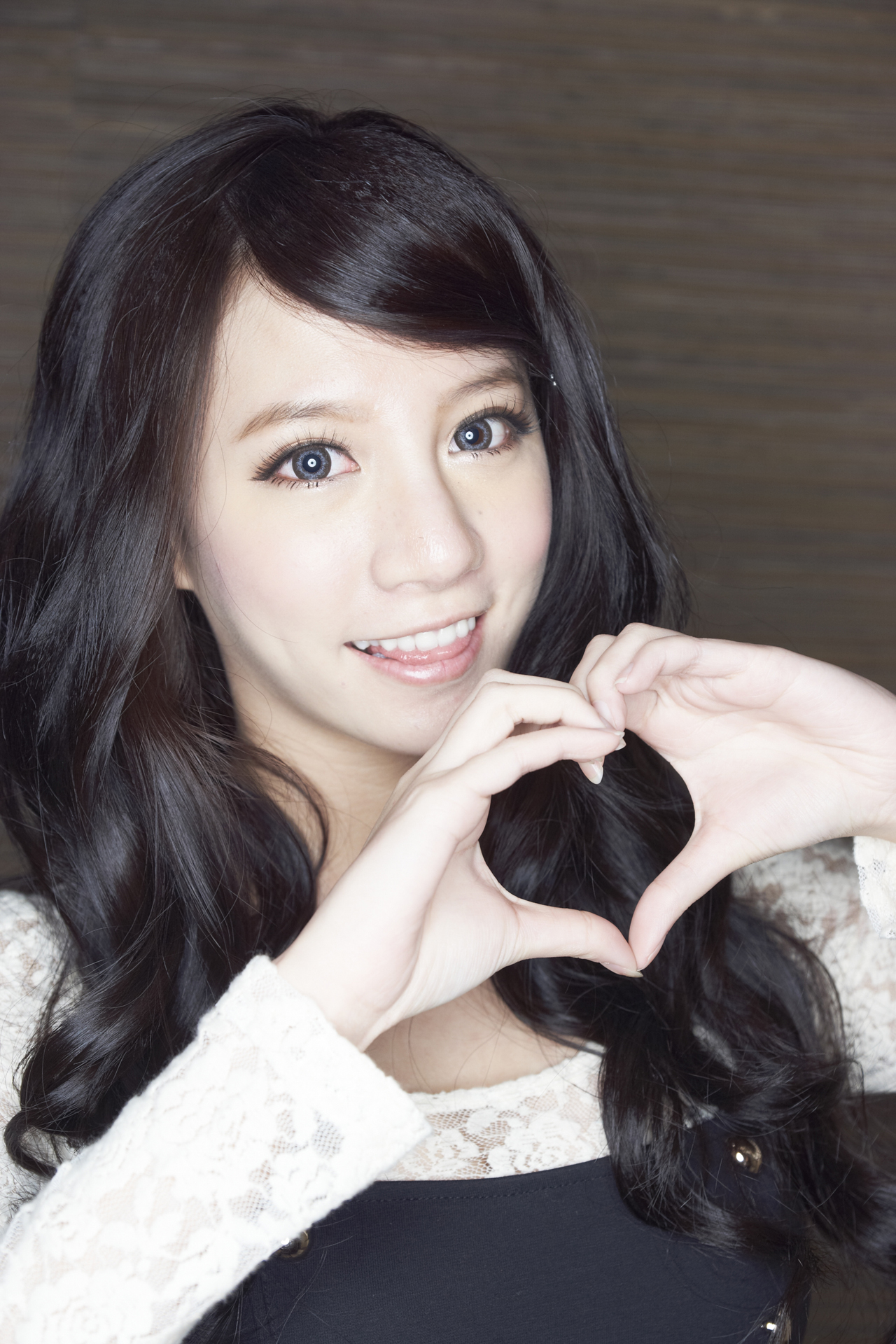
Handhjärta.

Handhjärta är en gest som görs med båda händerna, så att fingrarna formar ett symboliskt hjärta. Gestens betydelse är kärlek och kan betyda kärlek av vilken form som helst.
Handhjärta har blivit en vanlig symbol för att uttrycka positiva känslor, men användningen av gesten har också i någon mån förlöjligats för att den har ansetts överanvänd till den grad att den förlorar sin verkliga mening.